# 埃爾科 (伊利諾伊州)
埃爾科（英語：Elco）是位於美國伊利諾伊州亞歷山大縣的一個非建制地區。該地的面積和人口皆未知。

## 地理
埃爾科的座標為37°18′02″N 89°15′57″W / 37.30056°N 89.26583°W，而該地的平均海拔高度為112米（即367英尺）。